# Махоје Сури
Махоје Сури, у исламским изворима познат као Махуи Сури, био је ирански аристократа, који је служио као марзбан (генерал пограничне провинције, „[[Маркгроф|маркгроф]]“) Марва у време владавине последњег сасанидског краља краљева Јездигерда III (в. 632 –651).

## Биофрафија
Махоје је вероватно потицао из куће Сурен, једног од седам партских кланова сасанидске државе. За време муслиманске инвазије на Иран, Јездигерд III је отишао Марв где је пронашао уточиште ; када је стигао у град заједно са својим војсковођом Фарухзадом, Махоје их је топло примио. Међутим, Фарухзад се није дуго задржао и побунио се против Јездигерда а зати је напустио град. Махоје је искористио ову прилику како би потајно сковао заверу са хефталитским владаром Низаком против Јездигерда, који је, међутим, открио заверу и побегао из Махојеве резиденције. На крају је убијен у млину од стране атентатора кога је послао Махоје.
У међувремену, муслимани су заузели источне делове Ирана који је убрзано падао, а Махоје је на крају био приморан да склопи мир са муслиманима и плати данак. За време владавине халифа Алије (656–661), послата је последња жалба да Махојеви дехкани не плаћају данак, који су потом отишли у Куфу у Ирак. Међутим, током Махојевог доласка у град, становници Хорасана, који нису волели Махојеву управу, побунили су се. Након овога, Махоје се више не спомиње ни у једном извору.